# La Copechagnière

La Copechagnière este o comună în departamentul Vendée, Franța. În 2009 avea o populație de 882 de locuitori.